# Westerbork

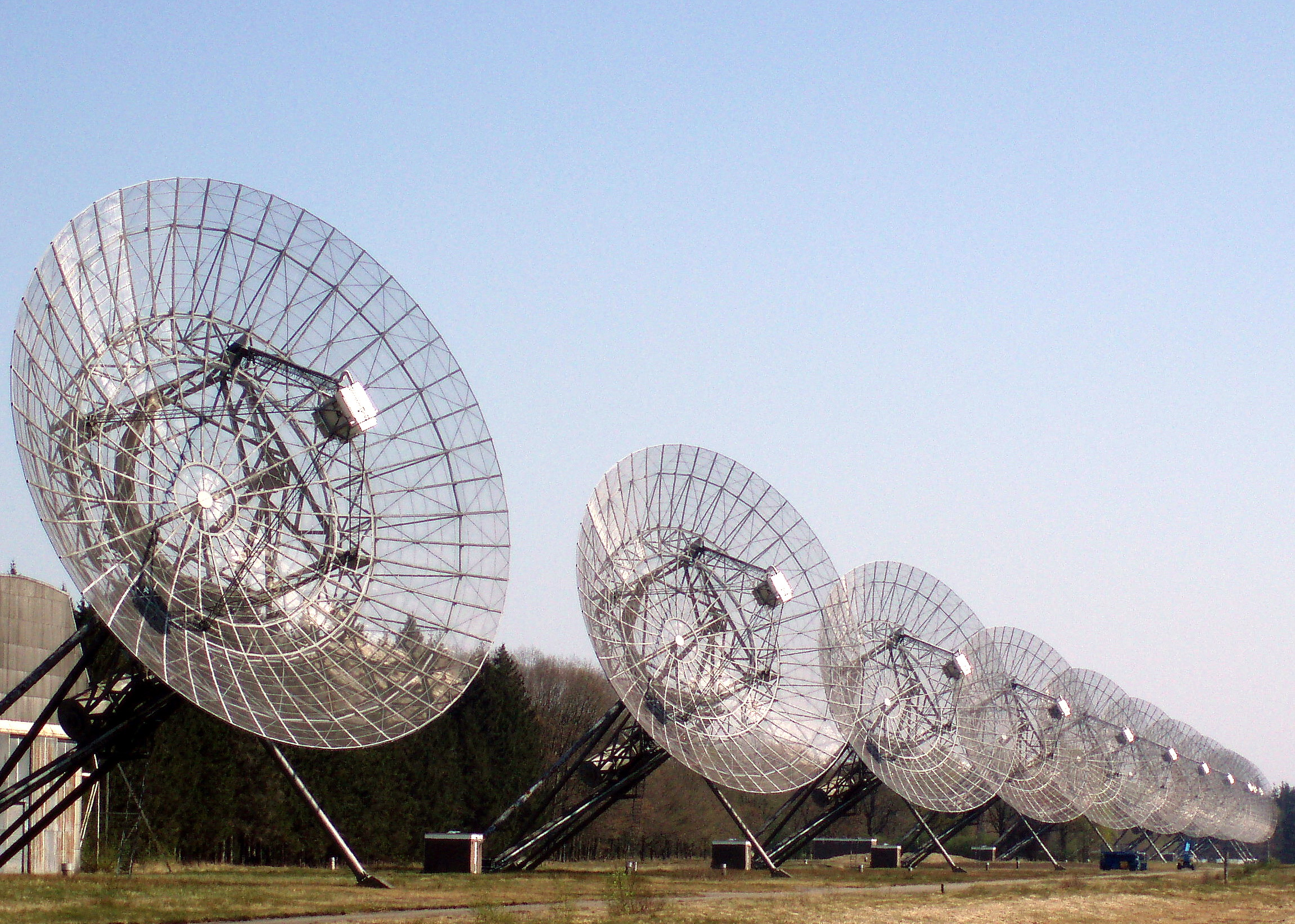
Radioteleskopets paraboliska antenner på rad.

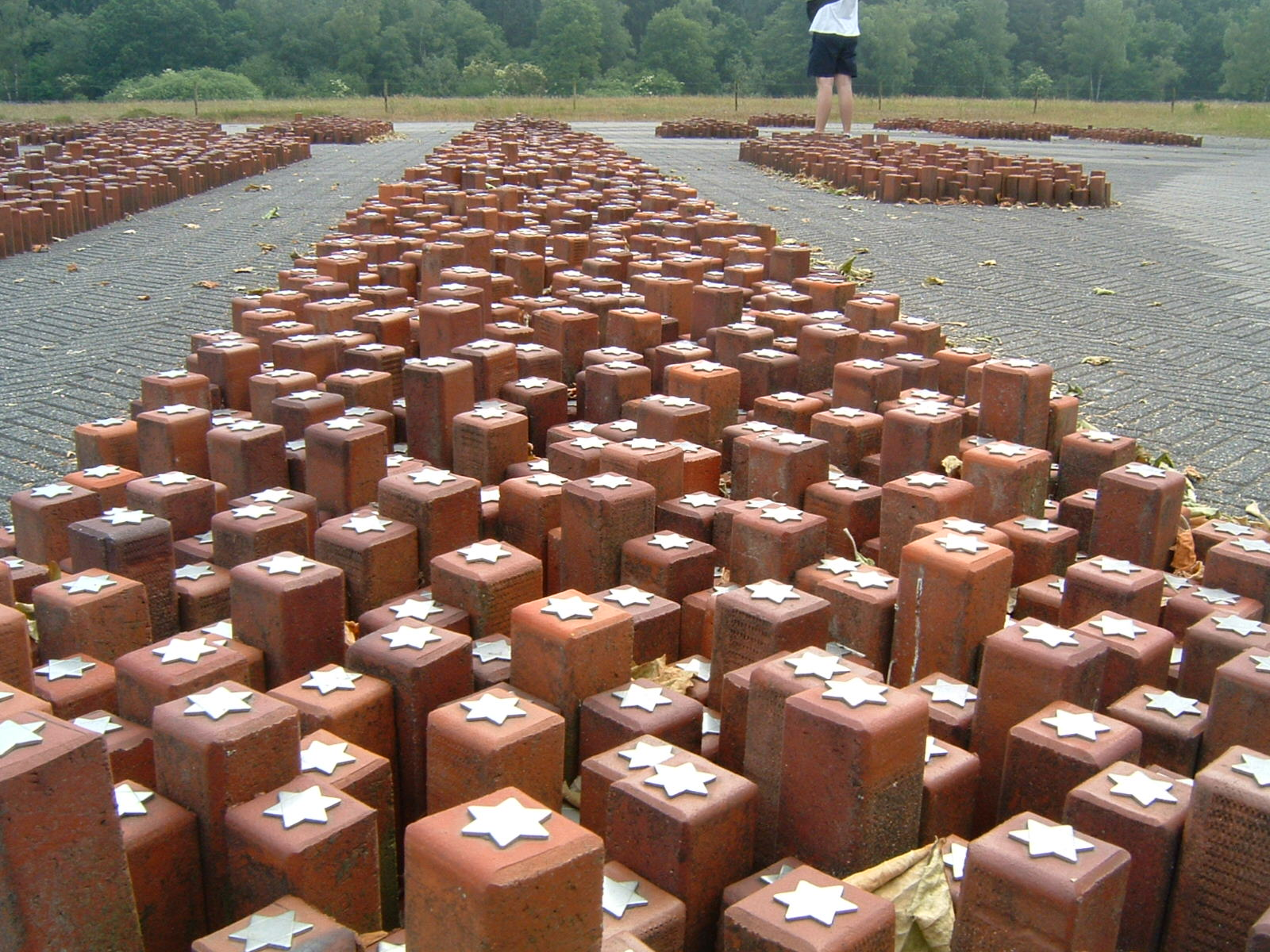
Monument i Westerbork. Varje sten representerar en individ, som hade varit i lägret och mördades efter vidare deportation.

Westerbork är en liten ort i norra Nederländerna. Där finns ett stort radioteleskop. Under andra världskriget inrättade nazisterna ett koncentrationsläger Westerbork (transitläger) cirka 7 km norr om Westerbork. Från juli 1942 till september 1944 samlade naziregimen här 100 000 holländska judar för vidare deportation till förintelseläger som Sobibór och Auschwitz. På det sista tåget befann sig Anne Frank och hennes familj.